# 性感マッサージ

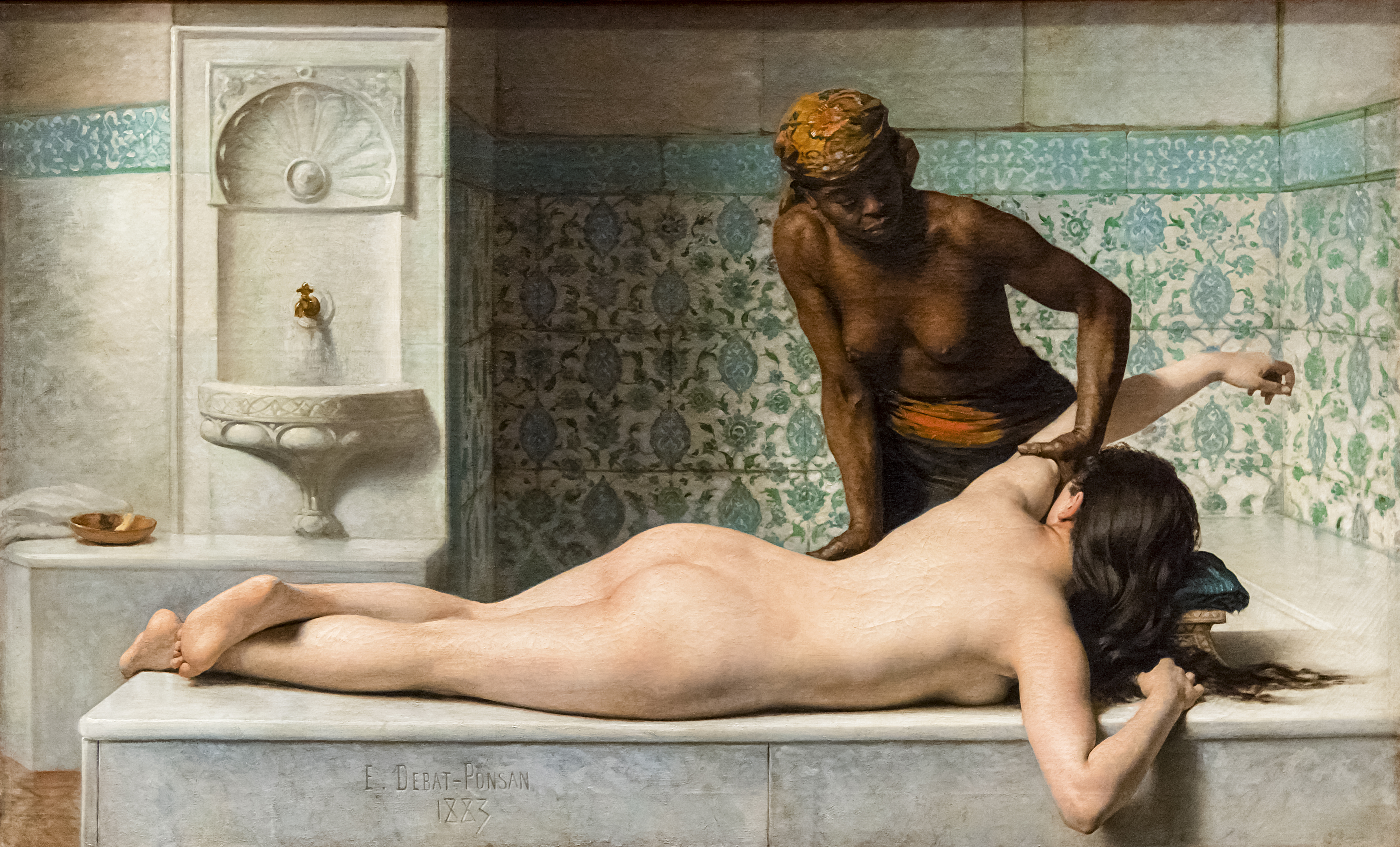
Le massage by Edouard Debat-Ponsan, 1883

性感マッサージ（せいかんマッサージ、英語: Erotic massage、sensuous massage ）とは、全身及び陰部の性感帯を刺激することにより、性的快感を高めるマッサージのこと。一般には性感マッサージを提供する風俗店の一業態を指すことが多い。また、女性の不感症や男性のインポテンツなどの性の問題を改善するために行われるものもある。

## 概要

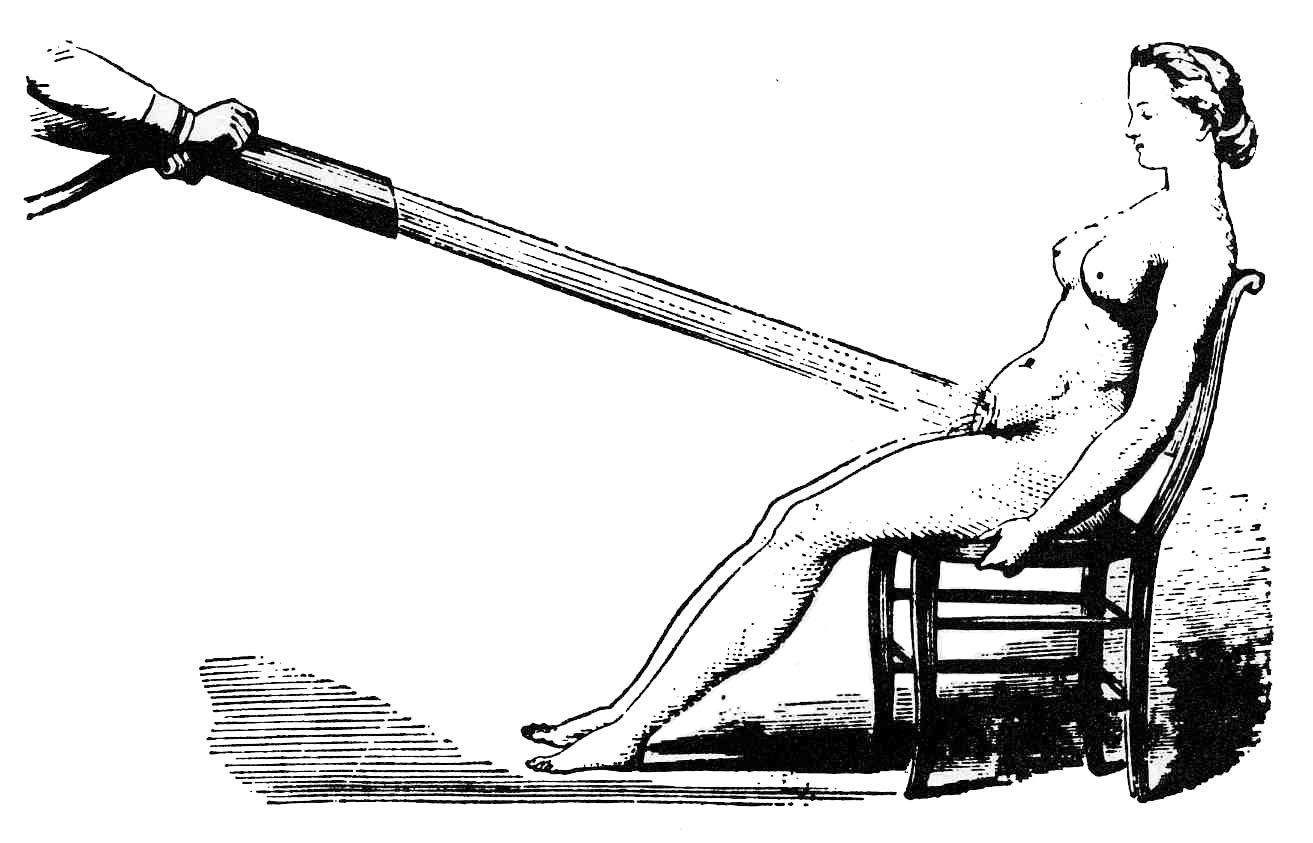
1860に描かれたフランスの絵画。

日本の性感マッサージの始祖はマッサージ師の荒井昭といわれる。荒井は1973年国際研修プログラムによりアメリカ合衆国カリフォルニア州に留学して性に関するカウンセリング療法を学び、1974年にはカリフォルニア州モントレーの産婦人科で医療補助者として施術方を確立した。荒井は日本に帰国後一般的なマッサージ治療院を開業したが、アメリカでの経験が口コミで広がったことで性感マッサージ店であるすがも美療院も開業。新しい性風俗の業態として各種マスコミで話題となり、特に1985年ごろ視聴率競争の激しかった土曜日深夜に放映されていたミッドナイトin六本木では、ゲストの女性に生放送で性感マッサージを行うなど、「性感マッサージ」、「ドクター荒井」は当時流行語にもなった。